# Hans Henrik Løyche
Hans Henrik Løyche  (Copenhague, 1964) es un escritor danés adscrito a los géneros de la ciencia ficción y fantasía. Su primer trabajo fue la novela Støj —en español: Ruido desconcertante— de 1996, mientras que Mission til Schamajim se considera como una de las tres mejores novelas danesas de la historia. Parte de su trabajo fue publicado junto a otros autores como Bernhard Ribbeck y Richard Ipsen en fanzines durante la década de 1990. En 2007 fue nominado como mejor escritor de ciencia ficción de Europa.

## Obras
- Støj (1996).
- Mission til Schamajim (1999).
- Ingenmansland (2002).